# Szarma-Adad II
Szarma-Adad II (akad. Šarma-Adad, w transliteracji z pisma klinowego zapisywane mšar-ma-dIŠKUR) – jeden z wczesnych, słabo znanych królów Asyrii (przełom XVII/XVI w. p.n.e.), syn i następca Szu-Ninuy, brat i poprzednik Eriszuma III. Zgodnie z Asyryjską listą królów panować miał przez 3 lata. We fragmencie wersji alternatywnej tej listy (tekst KAV 14) jego imię wymieniane jest po imieniu Szu-Ninuy, a przed imieniem Eriszuma III. Z kolei według Synchronistycznej listy królów miał on być współczesny babilońskiemu królowi o imieniu Melamkurra (mMe-lám-kur-ra) z I dynastii z Kraju Nadmorskiego. Jak dotychczas nie odnaleziono żadnych inskrypcji królewskich należących do Szarma-Adada II.